# 富克尔
富克尔（法語：Fouqueure，法語發音：[fukœʁ]）是法国夏朗德省的一个市镇，属于孔福朗区。

## 地理
富克尔（45°53'2"N, 0°4'23"E）面积16.43 平方千米，位于法国新阿基坦大区夏朗德省，该省份为法国西部内陆省份，北起德塞夫勒省和维埃纳省，东临上维埃纳省，东南至多尔多涅省，南至多爾多涅省，西接滨海夏朗德省。
与富克尔接壤的市镇（或旧市镇、城区）包括：昂贝拉克、利涅、吕克塞、马西亚克-朗维尔、蒂松、维洛尼翁、艾格尔。

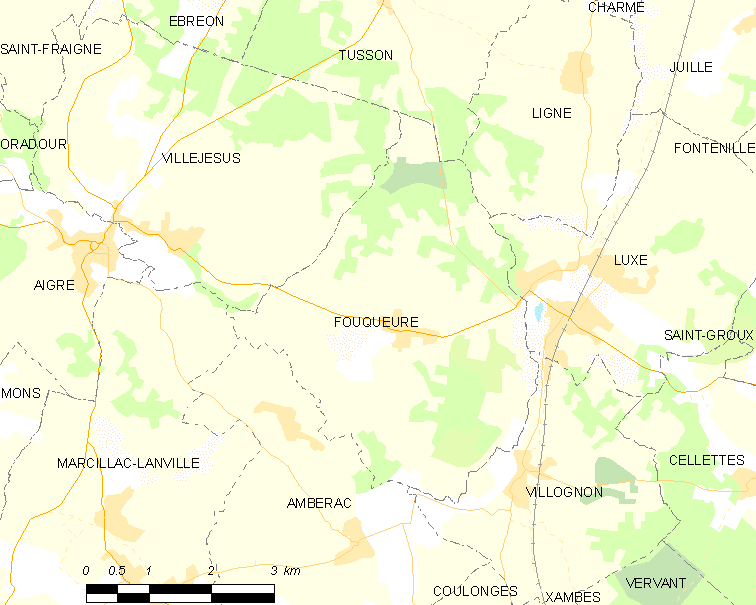
富克尔的OSM定位图

富克尔的时区为UTC+01:00、UTC+02:00（夏令时）。

## 行政
富克尔的邮政编码为16140，INSEE市镇编码为16144。

## 政治
富克尔所属的省级选区为夏朗德北县。

## 人口

1962-2008年间富克尔人口变化图示

富克尔于2022年1月1日时的人口数量为431人。